# 피지의 총리

피지의 총리는 피지 공화국의 정부수반이다. 총리는 2013년 헌법에 따라 임명된다. 국무총리는 내각의 수장이며 장관을 임명하고 해임한다.

## 설명
이전 영국 식민지였던 피지는 주로 영국의 정치 모델을 채택했으며 정부 행정부가 입법부에 책임을 지는 웨스트민스터(내각) 정부 시스템을 따르고 있다. 2013년 헌법에 따르면 총리는 의회 전체 의석의 절반 이상을 차지한 정당의 대표가 된다. 그러한 정당이 존재하지 않는 경우에는 의회가 총리를 선출한다.
피지의 총리는 기술적으로 "동등한 가운데 첫 번째"이며, 내각 회의에서 총리의 투표권은 다른 장관의 투표권보다 더 큰 비중을 차지하지 않는다. 실제로는 총리가 정부를 장악한다. 그 밖의 장관은 총리가 임명한다.